# National Bank Open 2021
National Bank Open 2021 — тенісний турнір, що проходив на кортах з твердим покриттям у місті Торонто, Канада з 9 серпня. Належав до категорій ATP Masters 1000 та Тур WTA 1000, був турніром серії Мастерс Канада 2021 року.

## Фінальна частина

### Чоловіки, одиночний розряд
Данило Медведєв —  Рейллі Опелка 6–4, 6–3

### Жінки, одиночний розряд
Каміла Джорджі —  Кароліна Плішкова 6–3, 7–5

### Чоловіки, парний розряд
Ражів Рам /  Джо Солсбері —  Нікола Мектич /  Мате Павич 6–3, 4–6, [10–3]

### Жінки, парний розряд
Габріела Дабровскі /  Луїза Стефані —  Дарія Юрак /  Андрея Клепач 6–3, 6–4